# Murailles de Piombino
Les Murailles de Piombino (en italien : Mura di Piombino), est la première structure militaire défensive de la commune de Piombino, dans la province de Livourne en Toscane,.

## Historique
Il ne restent que quelques sections des murailles primitives du début du XIIIe siècle. Les murailles firent l'objet de rénovations par Léonard de Vinci lors de sa venue à Piombino pour la réorganisation des défenses de la ville au début du XVIe siècle. Il vint une première fois en 1502 au service de César Borgia, seigneur de Piombino, puis en 1504 à la suite de la légation envoyée par Cosme Ier de Médicis et dirigé par Nicolas Machiavel.
Lors de sa première visite, Léonard de Vinci s'est surtout occupé de la remise en éat des fortifications qui prirent le nom de Mura Leonardesche.
Lors de sa seconde visite, il s'occupa principalement du système défensif de la ville en faisant construire de nouvelles douves extérieures et une tour supplémentaire au château de Piombino. il fit construire une nouvelle structure défensive autour de la citadelle de Piombino construite par les Appiani (it), courant du XVe siècle, où une grande partie des remparts sont encore existant.

## Torrione et Rivellino

### Torrione
La haute tour, qui est aussi une monumentale porte de ville est la partie la plus ancienne du complexe fortifié primitif et remonte à 1212, lorsque Piombino était une commune libre. La Porta a Terra de la ville y fut ouverte et au XVe siècle, elle fut de nouveau murée. La tour, également appelée Torre di Sant'Antonio ou Porta Inferi, était probablement équipée dans la partie la plus haute, sous l'arche, d'une ou plusieurs cloches, utilisées en cas d'occasions spéciales ou de dangers.
Au début du XVe siècle, la place carrée et une avant-porte furent ajoutées, sur lesquelles on trouve encore aujourd'hui une plaque datée de 1417.

### Rivellino
Le ravelin a été ajouté autour de la tour pour la consolider contre l'artillerie. La date de construction est cependant incertaine. Bien que la plaque attribuant sa construction à Rinaldo Orsini rapporte 1447, de nombreux éléments de construction, dont la porte d'accès en position latérale, les proportions de l'escarpement et les meurtrières, amènent à situer la datation entre 1470 et 1504. La même pierre de tuf volcanique des carrières de Populonia ont été utilisées, avec lesquelles ont également été construites les bâtiments étrusques de la région. Le Rivellino a une forme semi-circulaire et remonte à la seigneurie de Rinaldo Orsini, époux de Caterina Appiani (it), en raison du siège de Alphonse V d'Aragon, qui fut déjoué avec succès. Autrefois, elle devait être entourée de douves et équipée d'un pont-levis.
Lorsque Cosme Ier de Médicis modernisa les fortifications de la ville entre 1548 et 1557, il fit apporter quelques modifications au complexe, comme la suppression des merlons guelfes d'origine.

## Galerie

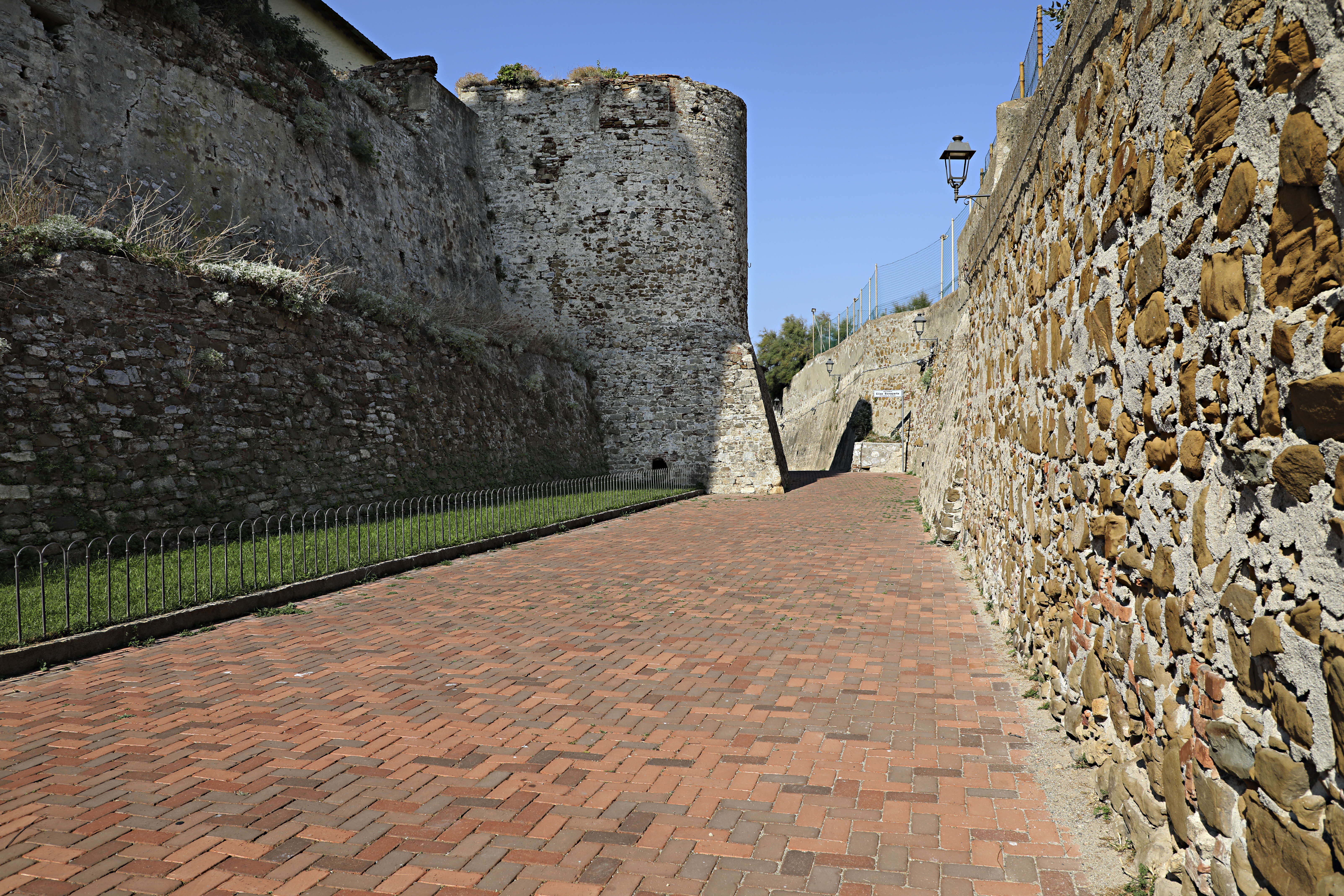
Muraille près de la citadelle.
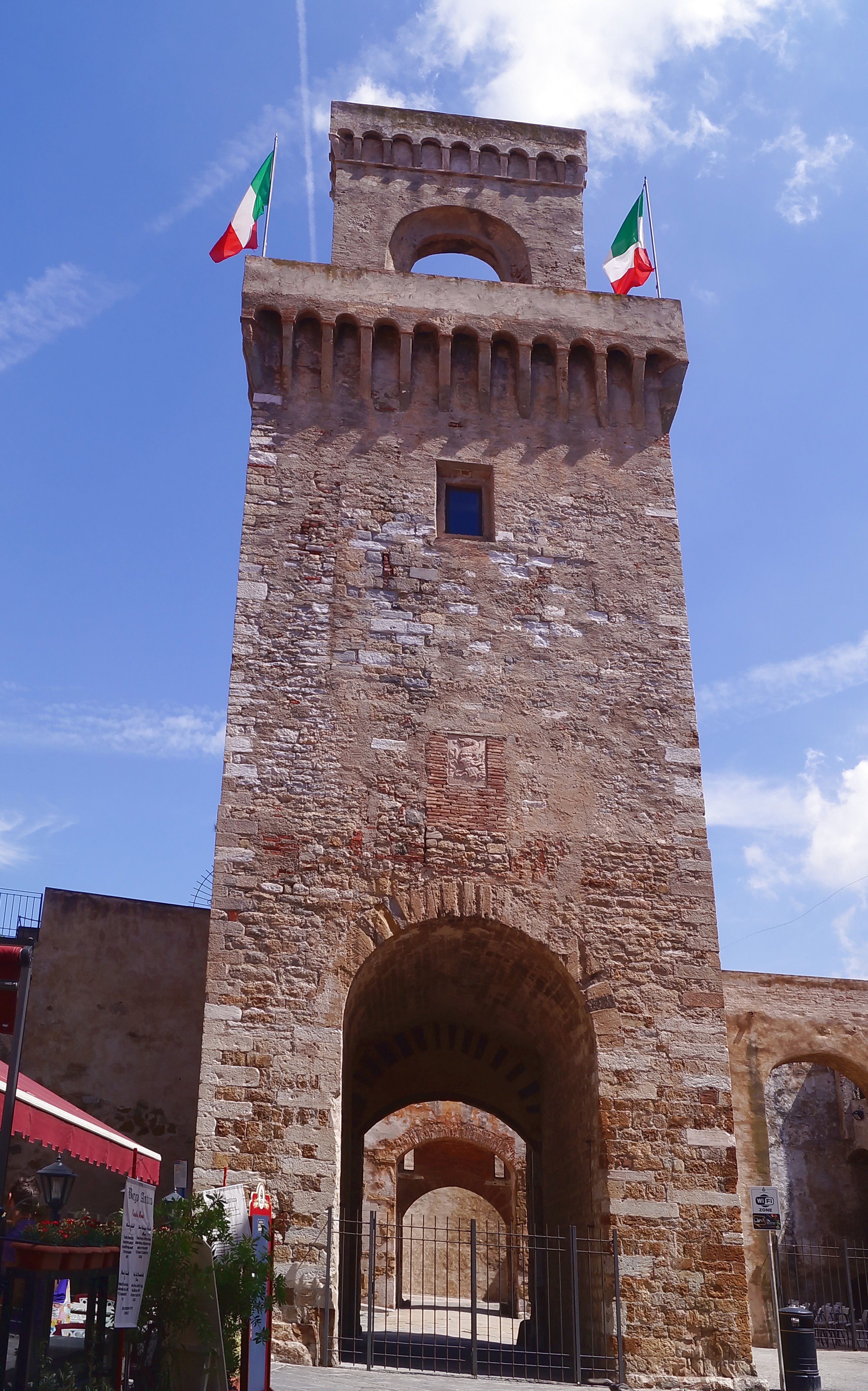
Torrione.
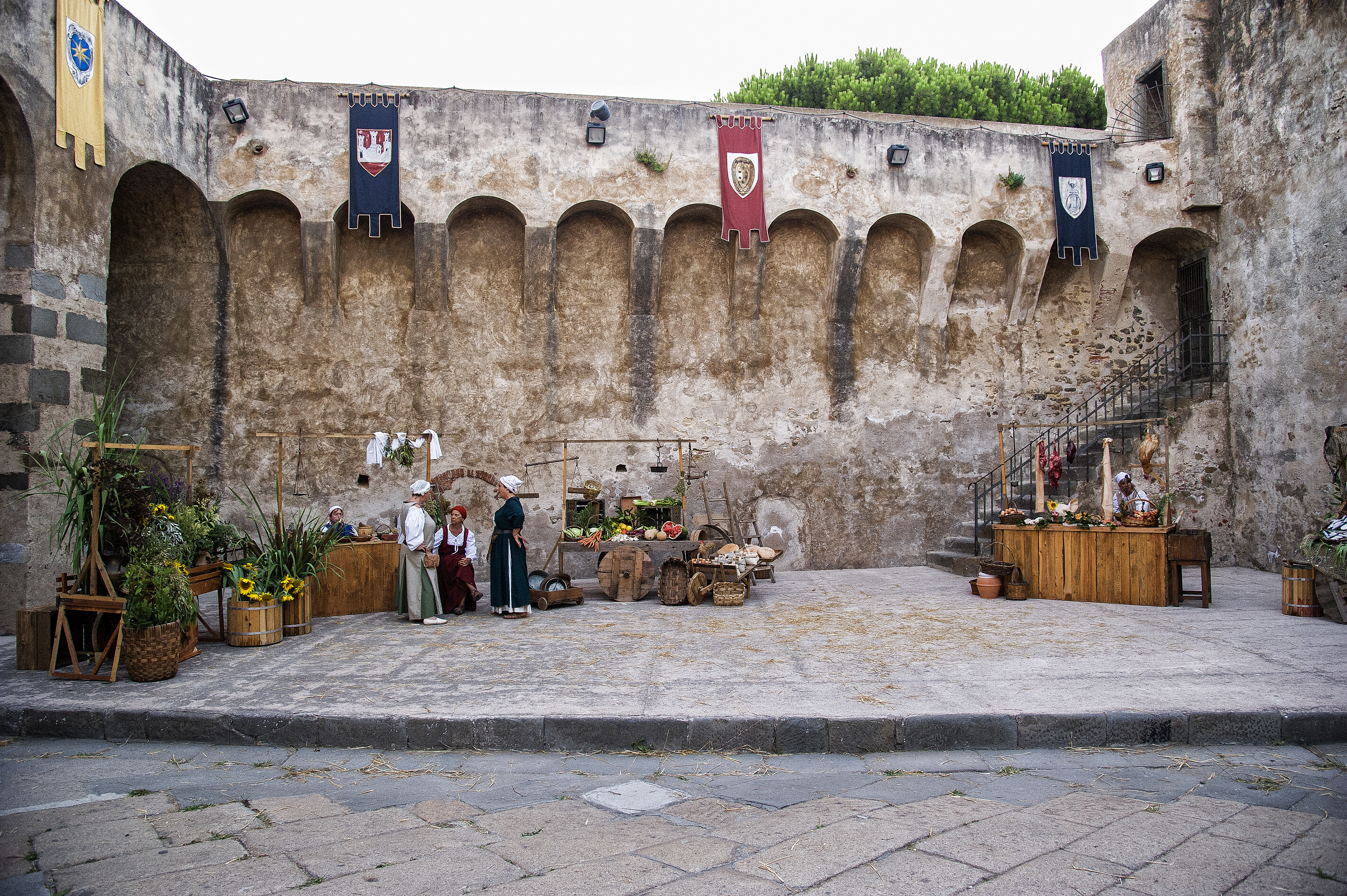
Rivellino.
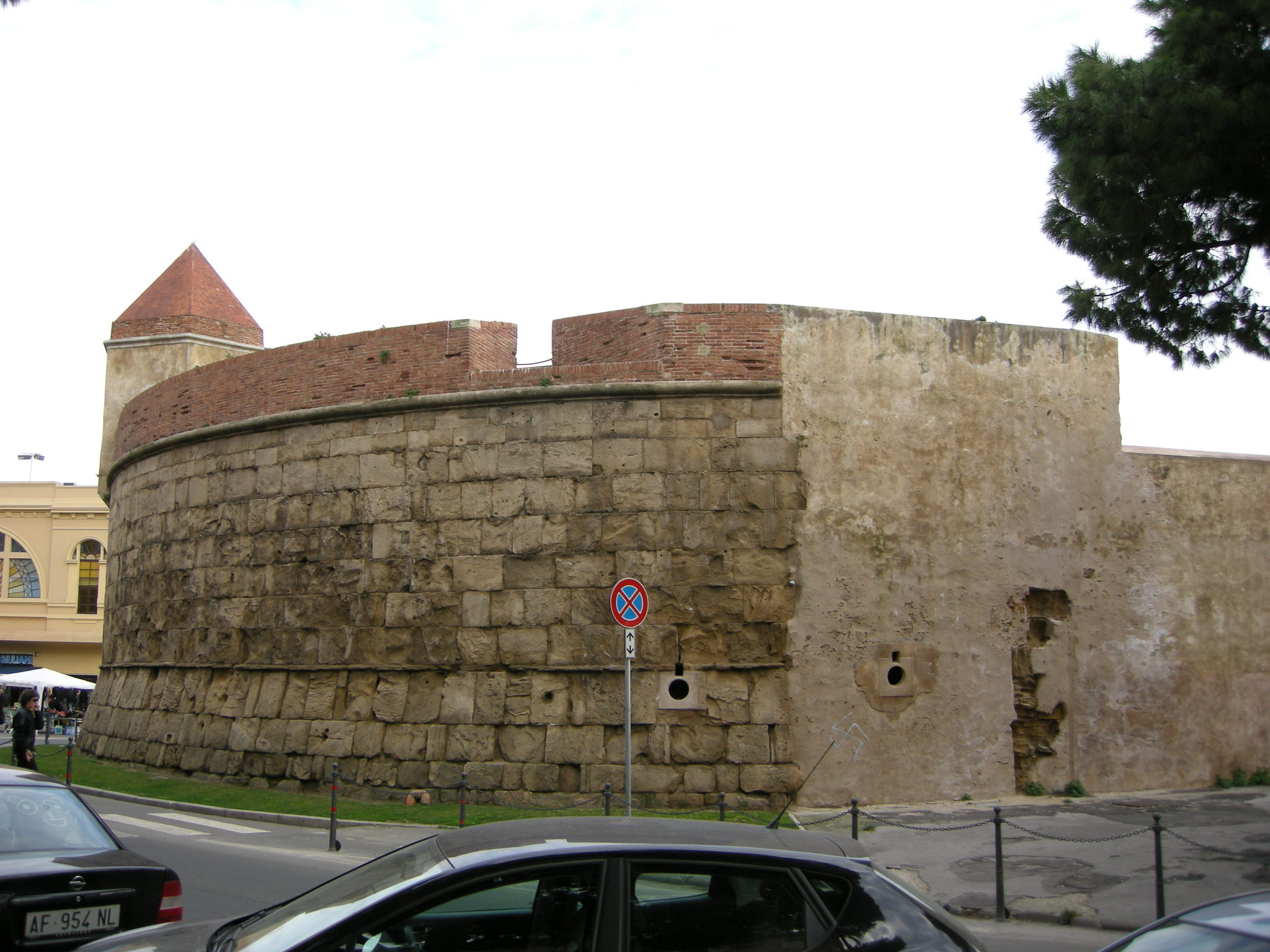
Fortification bastionnée.